# 호아킨 아리아스
호아킨 아리아스(스페인어: Joaquín Árias, 1984년 9월 21일 ~ )는 자유 계약 선수인 도미니카 공화국의 프로 야구 내야수이다. 그는 메이저 리그 베이스볼에서 텍사스 레인저스, 뉴욕 메츠와 샌프란시스코 자이언츠를 위하여 활약하였다.

## 야구 경력

### 뉴욕 양키스
2001년 아리아스는 국제적 자유 계약 선수로서 뉴욕 양키스와 계약을 맺었다. 2003년에 그는 클래스 A 중서부 리그의 배틀 크리크 양키스를 위하여 .266 점을 타구하였다.

### 텍사스 레인저스
2004년 3월 23일 텍사스 레인저스는 아리아스를 획득하여 알폰소 소리아노를 위하여 알렉스 로드리게스를 뉴욕 양키스로 보낸 2월 16일보다 36일 일찍 이적을 완료하였다. 레인저스로 제공된 5명의 양키스 가망 선수들 중에 아리아스는 자신이 로빈슨 카노에 비하여 더욱 우아한 선수권 보유자이며 2살 어린 이유로 카노에 선택되었다. 아리아스는 2006년 9월 13일 레인저스와 함께 자신의 메이저 리그 데뷔를 하였다.

### 뉴욕 메츠

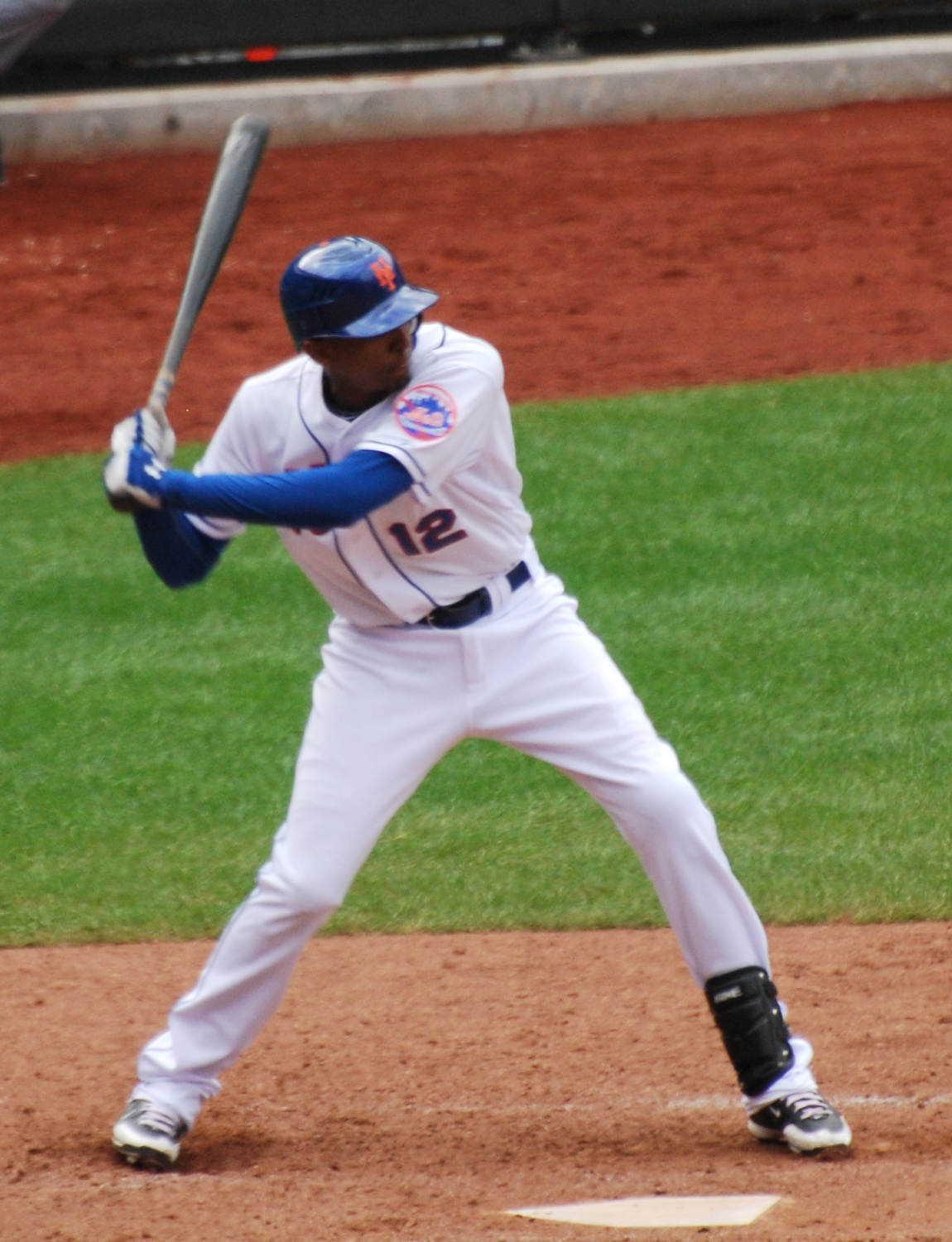
뉴욕 메츠 활약 시절의 아리아스

아리아스는 2010년 8월 24일 양도를 위하여 지명되어 제프 프랭쿠어를 위하여 31일에 뉴욕 메츠로 이적되었다.

### 캔자스시티 로열스
2010년 11월 4일 아리아스는 캔자스시티 로열스에 의하여 공개 이적에 청구되었으나 로열스는 잭 그라잉케의 이적에서 획득된 가망들을 위한 40명의 등록에 공간을 만드는 데 12월 9일 아리아스를 지명하였다.

### 샌프란시스코 자이언츠
샌프란시스코 자이언츠는 2011년 12월 15일에 마이너 리그 계약으로 아리아스를 서명하였다. 자이언츠와 2012년 봄 훈련을 지낸 후, 그는 4월 5일 자이언츠의 트리플 A 제휴 팀 프레스노 그리즐리스로 양도되었다. 그는 그리즐리스를 위하여 18새의 게임에 나가 2개의 홈런과 평균 자책점에서 17점을 치면서 .400 점을 타구하였다. 자이언츠는 4월 25일 아리아스를 소집하였다.

#### 2012년
아리아스는 2012년 5월 22일 자신의 331번째 메이저 리그 타수에서 자신의 첫 메이저 리그 홈런을 타구하였다. 밀워키 브루어스에 친 2개의 본루타가 투수 숀 마컴이 경기의 4회에서 자이언츠가 4 대 0으로 이끄는 데 도움을 주기 시작하여 6 대 4의 득점에 의하여 우승할 것이었다. 6월 13일 3루에서 활약한 아리아스는 야수를 맡아 맷 케인의 완벽한 경기의 밖으로 결승전을 위하여 1루로 공을 던졌다. 8월 22일 그는 5개의 평균 자책점의 단일 경기 경력의 높이를 축적하였다. 총계에서 아리아스는 2012년 정규 시즌의 11개의 경기에 나와 5개의 홈런과 34 평균 자책점과 함께 .270점을 타구하였다.
자이언츠는 월드 시리즈 챔피언으로서 2012년 시즌을 끝냈다. 공식적 이후 시즌 동안에 아리아스는 12개의 경기에 전부 중반부터 후반 횟수의 복직으로서 나왔다. 10월 10일 신시내티 레즈를 상대로 디비전 시리즈가 열리는 동안에 아리아스는 4회에서 경기에 들어가 3개의 타수에서 2새의 타구를 가졌다. 양개의 타구들은 자이언츠가 8 대 0으로 우승하는 데 아리아스가 결국 득점한 2루타였다. 공식적 이후 시즌을 위한 전체로 아리아스는 3루를 득점하면서 3루 8타로 갔다.

#### 2013년
2013년 6월 24일 아리아스는 에녹 모라에 의한 2루타에 2루로부터 득점을 한 후 햄스트링 부상을 입으면서 2회에서 로스앤젤레스 다저스를 상대로 하는 경기를 떠났다. 부상은 1주의 약간 동안 만에 아리아스를 출장 못하게 하고 그는 7월 3일 레즈를 상대로 자이언츠를 위하여 필드를 차지하였다. 하지만 그의 복귀는 7월 7일의 밤에 자신이 늦게 비상 맹장 수술을 요구할 때 오래 가지 못한 것을 증명하였다. 다음날 자이언츠는 그를 15일간 장애자 명단에 놓았다. 그는 현역에 복귀하여 7월 26일에 팀으로 돌아왔다. 아리아스는 47개의 경기들을 시작하고 102개의 경기들에 나와 19 평균 자책점과 함께 .271점을 타구하였다.

#### 2014년
2014년 1월 23일 아리아스와 자이언츠는 2년간 2.6백만 달러 계약에 동의하였다. 아리아스는 107개의 경기들에 나와 15 자책 평균점과 함께 .254점을 타구하였다. 그해의 공식전 이후의 시즌에 자이언츠가 월드 시리즈를 우승하면서 그는 8개의 경기들에 나와 1 평균 자책점과 2점을 득점하여 2루 4타를 쳤다.

#### 2015년
2015년 4월 28일 아리아스는 클레이턴 커쇼에 3루 3타를 쳐 1개의 경기에서 켜쇼에 3타를 친 첫 자이언츠 선수가 되었다. 아리아스는 7월 27일 양도를 위하여 지명되기 전에 40개의 경기들에 나와 .207점을 쳤다. 아리아스는 공개 이적을 명확히 하여 트리플 A 새크라멘토 리버캐츠로 양도되었다.

### 애리조나 다이아몬드백스
2015년 12월 13일 아리아스는 애리조나 다이아몬드백스와 함께 마이너 리그 처리에 계약을 맺었다. 그는 2016년 3월 31일에 나왔다.